# Ruitenbergite
La ruitenbergite è un minerale.